# Asamblea de San Francisco
La Asamblea de San Francisco fue una reunión celebrada en el Convento de San Francisco de Caracas entre el 25 y el 26 de noviembre de 1829, en la cual se adoptó la decisión de segregar a Venezuela de la Gran Colombia y de desconocer la autoridad del Libertador Simón Bolívar.

## Asamblea
Desde hacía algunos meses iba reviviendo en Venezuela la idea de separarse de la república de Colombia y de volver a ser un Estado soberano e independiente, era el mismo proyecto que había empezado en 1826 el movimiento de La Cosiata y que quedó interrumpido con el regreso de Bolívar a fines de dicho año.
La oportunidad se presentó de nuevo cuando el 17 de noviembre de 1829 el general José Antonio Páez, quien ejercía entonces las funciones de jefe civil y militar del distrito Norte, que abarcaba todo el territorio venezolano, recibió en Valencia una carta que le había escrito Bolívar desde Guayaquil el 13 de septiembre anterior. En ella le anunciaba la próxima reunión en Bogotá del Congreso Constituyente de la Gran Colombia, más conocido como el Congreso Admirable, prevista para enero de 1830, y le decía: 

...He mandado publicar una circular convidando a todos los ciudadanos y corporaciones para que expresen formal y solemnemente sus opiniones. Ahora puede usted instar legalmente para que el público diga lo que quiera. Ha llegado el caso de que Venezuela se pronuncie sin atender a consideración alguna más que al bien general...

Valido de esta autorización, Páez le escribió desde Valencia, el mismo día 17 al general Juan Bautista Arismendi, quien se hallaba en Caracas, donde ejercía las funciones de jefe de la alta policía, o policía política, pidiéndole que animase a los ciudadanos a emitir libremente sus opiniones con moderación y sin alborotos. Arismendi dirigió a unas cuatrocientas personas una invitación para que concurriesen a su casa el 24 a las 6 p. m., a fin de tratar un asunto, decía, del cual dependía «la felicidad de la República y la nuestra». Entre tanto, circulaban rumores de que los ministros de Bogotá propiciaban el establecimiento de una monarquía en la Gran Colombia y se insinuaba que Bolívar apoyaba este proyecto y aspiraba a coronarse como rey. El proyecto sí existía, pero el Libertador lo había desautorizado, aunque esto último no se sabía en Caracas.
En algunos muros de la ciudad aparecieron inscripciones contra Bolívar y la tensión política creció. Los notables convocados por Arismendi fueron informados del contenido de las comunicaciones de Bolívar y de Páez, y después de un largo debate acordaron que debía celebrarse una asamblea popular a fin de tomar una decisión definitiva. El día 25, Arismendi instó por escrito al prefecto del departamento de Venezuela, general Lino de Clemente, a publicar un bando «...antes de las 9 de la mañana convocando a todos los ciudadanos a que concurran a las 11 de este día al convento de San Francisco...».
A pesar de que jerárquicamente el prefecto, cargo equivalente al de intendente, tenía mayor autoridad que Arismendi, era este quien tomaba la iniciativa; y no dejaba de señalar que lo hacía en nombre de «...cuatrocientos de los ciudadanos más notables de esta capital y casi todas las autoridades...», pero también «...como encargado del orden y de la tranquilidad pública...». Con toda claridad se le decía a Clemente, quien no había asistido a la reunión nocturna, que si él no publicaba el bando, Arismendi lo haría por su cuenta. El prefecto cedió, Arismendi le dio órdenes directas al comandante de armas, Juan Antonio Padrón, para que las fuerzas bajo su mando estuviesen alertas e invitó igualmente a asistir a la asamblea al arzobispo Ramón Ignacio Méndez y al clero, así como a los miembros de la Corte Superior y a la oficialidad de la guarnición de Caracas. A los militares se les decía que debían acudir en calidad de ciudadanos, a fin de desvanecer la idea de que en la manifestación de la voluntad popular hubiera influido la fuerza armada.
Para evitar las abstenciones, en las invitaciones y en el bando se hacía énfasis en el hecho de que «nadie está dispensado de discurrir en esta materia». A las 11 a. m. del 25 de noviembre se abrió la asamblea en el convento de San Francisco. El general Arismendi, quien dirigía el debate, nombró a cuatro secretarios: Andrés Narvarte, Alejo Fortique, Félix M. Alfonso y Antonio Leocadio Guzmán. Una comisión fue a buscar al prefecto Clemente, quien pronunció el discurso de instalación y fue luego elegido presidente de la Asamblea. De este modo, la autoridad que como prefecto ejercía ya no era la emanada del gobierno de Bogotá, sino la que el pueblo allí congregado le acababa de conferir. Después de haberse adoptado un procedimiento de votación, se inició el debate, en el cual intervinieron numerosas personas durante todo el resto de aquel día, sin que se llegase a un acuerdo.
El 26 se reanudó la sesión. Los principales argumentos de quienes auspiciaban la separación de Venezuela de la Gran Colombia y el desconocimiento de Bolívar eran:
- La dictadura desde agosto de 1828.
- La falta de libertad de prensa.
- El favoritismo en la concesión de los empleos públicos.
- La crisis económica que afectaba tanto a los agricultores como al comercio.
- El proyecto de monarquía promovido por el Consejo de Gobierno, desde Bogotá, en ausencia de Bolívar.
- La forma como había sido convocada la Asamblea no daba mucha oportunidad para que quienes pensaban de otro modo expusieran sus puntos de vista.

Finalmente, el propio 26 de noviembre de 1829 se aprobó la «separación del Gobierno de Bogotá y desconocimiento de la autoridad del General Bolívar», aunque conservando paz, amistad y concordia con los hermanos de los departamentos del centro (la Nueva Granada, actual Colombia) y del sur (Ecuador) que hasta entonces habían formado junto con Venezuela la República de Colombia la Grande. Se le encomendaba al general Páez, quien seguía en Valencia, el ejercicio del mando en Venezuela, así como los trámites para la elección de diputados a un Congreso que debería restaurar el Estado de Venezuela sobre la base de un «gobierno republicano, representativo, alternativo y responsable».
También declaraba la Asamblea que Venezuela reconocía sus compromisos con los acreedores nacionales y extranjeros. Uno de los pocos que protestaron abiertamente en Caracas contra el desconocimiento de la autoridad del Libertador fue José Rafael Revenga, quien sin negar el derecho de Venezuela a constituirse en Estado independiente, no le reconocía facultades para decidirlo a los reunidos en San Francisco, a los cuales calificaba, en carta a Páez del 28 de noviembre, de pequeñísimo número. Rechazaba también «la ignominia con que algunos han querido cubrir las glorias del Libertador juzgándole no por hechos propios, ni por sus palabras, sino por los conatos de otros». Revenga fue expulsado más tarde a Curazao.
En un folleto publicado a fines de 1829 por los partidarios de la restauración de Venezuela, titulado Pronunciamiento de la ciudad de Caracas, se incluyó el acta de la Asamblea de San Francisco, con cerca de quinientas firmas al pie, y una nota en la cual se expresaba que los ciudadanos continuaban concurriendo a firmarla. Entre los que encabezaban la lista estaban el «presidente de la Junta Popular, general prefecto Lino de Clemente», los cuatro secretarios, el «general, jefe general de Policía» Juan Bautista Arismendi, el contador mayor departamental Manuel Echeandía, los generales Santiago Mariño, Juan Pablo Ayala, Juan de Escalona, los letrados Mariano Echezuría, José Prudencio Lanz, Ángel Quintero, Felipe Fermín Paúl, el coronel comandante de armas de la provincia de Caracas Juan Antonio Padrón, los canónigos Justo Buroz y José M. Hurtado, el capitán Eugenio Mendoza, el tesorero departamental Guillermo Smith, el contador de la renta de tabaco Guillermo White, el secretario José Luis Ramos, el maestro Rafael Acevedo y el médico Carlos Arvelo.
No aparecía la firma del arzobispo Méndez ni la de Revenga. En la Asamblea de San Francisco quedó sellada la disolución de la Gran Colombia y se dio el paso definitivo hacia el restablecimiento de la República de Venezuela soberana e independiente que culminó en 1830.